# 井原勝介
井原 勝介（いはら かつすけ、1950年（昭和25年）7月7日 - ）は、日本の政治家、労働官僚。山口県岩国市長（2期）を務めた。市民政党「草の根」代表。

## 経歴
1950年（昭和25年）、山口県玖珂郡錦町（現・岩国市錦町）生まれ。山口県立岩国高等学校を経て東京大学法学部を卒業し、1976年（昭和51年）に当時の労働省に入省。同期に金子順一元厚生労働事務次官、松井一實広島市長など。労働大臣秘書官、職業安定局業務調整課長、労働福祉事業団総務部長を歴任する（この間に人事交流の一環で1984年（昭和59年）には長野県職業安定課長として、1986年（昭和61年）には在タイ日本国大使館一等書記官としてそれぞれ赴任している）。1998年（平成10年）、岩国市長選挙への出馬準備のため、労働省を依願退職。
1999年（平成11年）の山口県岩国市長選挙に出馬し、平岡秀夫（後の衆議院議員、元大蔵官僚）、松前真二（元運輸官僚）との3人の元官僚による新人同士の選挙戦を制して初当選を果たす。1期目の間には市内にある錦帯橋の架け替え事業に着手している。2003年（平成15年）に元・岩国市議会議長の沖本旭を破り再選。
2期目の途中に在日米軍再編問題が浮上、市内の米軍岩国基地に厚木基地（神奈川県）から空母艦載機部隊が移転する計画であることが伝えられると、厚木基地でも問題となっていた夜間離着陸訓練 (NLP) による騒音問題などからこの計画に対する懸念を明らかにし、あわせて市民の意志を問う目的で自ら住民投票を発議して実施（2006年2月7日）した。この住民投票では移転反対票が有権者の過半数を占める結果となり、改めて計画に反対する意思を表明する。直後に行われた、周辺町村との新設合併に伴う岩国市長選挙では、基地との共存はやむを得ないとしつつ在日米軍再編による空母艦載機部隊受け入れ反対の姿勢を示して立候補、空母艦載機部隊受け入れ止むなしの姿勢を示した味村太郎（元岩国青年会議所理事長）、岩国基地そのものの縮小・撤去を掲げた田中清行（出版社社長）を破って当選（旧市から通算して3度目の当選）を果たす。
これらの選挙結果を受け、岩国市長として米軍再編計画（空母艦載機部隊の移転）については「市民の不安が払拭されていない」と計画に同意しない姿勢を貫いていたが、「（米軍再編計画が日米政府間で合意したこともあり）現実的対応をすべきだ」として空母艦載機部隊の受け入れを容認し経済支援策を引き出そうとする意見が多数を占める岩国市議会との対立が解消されず、2007年12月26日、補正予算案における岩国市庁舎建設予算の財源を巡る対立（詳細は在日米軍再編#その後の動静を参照）を受けて市議会議長に辞職願を提出、受理された。2007年12月28日付で辞職。出直し市長選挙に再出馬した。
2008年2月10日に行われた岩国市長選挙で元自由民主党衆議院議員の福田良彦に敗れ落選。その後、2012年1月29日に行われた次期市長選挙においても現職の福田に再び敗北した。同年4月21日、「草の根ネットワーク岩国」の理念を発展させる形で自らを代表とする市民政党「草の根」を発足させた。
2019年11月17日、憲法9条の改正に反対する首長や首長経験者による「全国首長九条の会」の結成総会が、明治大学のリバティタワーで開かれた。同日時点の呼び掛け人・賛同者は131人で、うち現職は13人。井原は8人の共同代表のひとりに選ばれた。

## 外部サイト
- 井原勝介HP[リンク切れ]
- 井原勝介ホームページ - ウェイバックマシン（2009年11月29日アーカイブ分）[リンク切れ]
- 井原勝介ー草と風のノートー
- 井原勝介 (@ihara77) - X（旧Twitter）